# روبر لاواسور
روبر لاواسور (فرانسوی: Robert Levasseur‎; ۲۷ ژانویهٔ ۱۸۹۸ – ۲۵ مهٔ ۱۹۷۴) بازیکن راگبی ۱۵ نفره اهل فرانسه بود.
وی همچنین برندهٔ جوایزی همچون لژیون دونور شده‌است.